# Special Olympics Puerto Rico

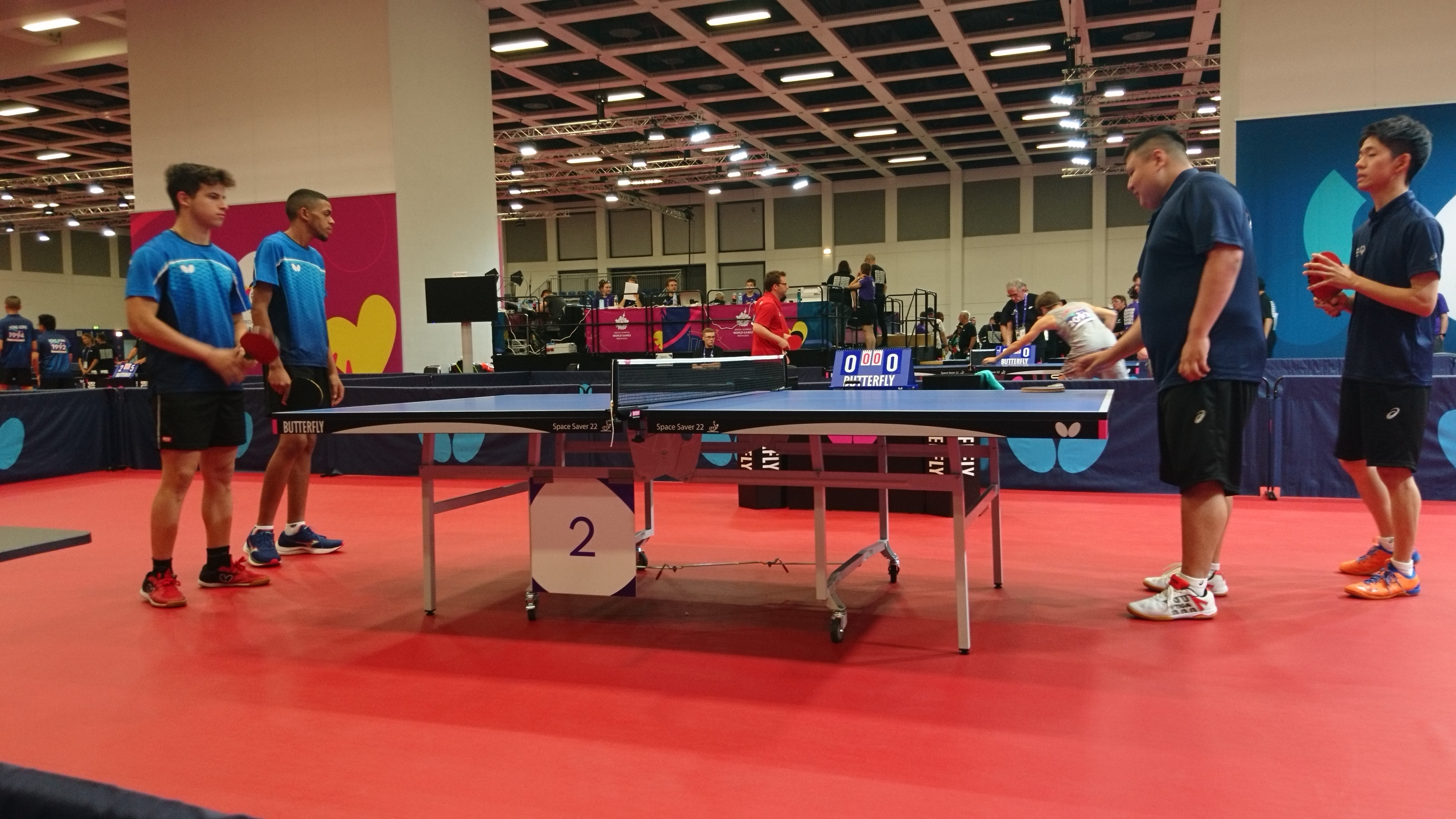
2023 Special Olympics World Summer Games Tischtennisdoppel Herren Special Olympics Puerto Rico und Special Olympics Japan.jpg

Special Olympics Puerto Rico (englisch: Special Olympics Puerto Rico) ist der puerto-ricanische Verband von Special Olympics International, der weltweit größten Sportbewegung für Menschen mit geistiger Behinderung und Mehrfachbehinderung. Ziel ist die sportliche Förderung dieser Personengruppe und die Sensibilisierung der Gesellschaft für sie. Außerdem betreut der Verband die puerto-ricanischen Athletinnen und Athleten bei den Special Olympics Wettbewerben.

## Geschichte
Special Olympics Puerto Rico hat seinen Sitz in Guaynabo.

## Aktivitäten
2015 waren 635 Athletinnen, Athleten und Unified Partner und 42 Trainer bei Special Olympics Puerto Rico registriert.
Der Verband nahm 2016 an den Programmen Athlete Leadership, Healthy Athletes, Young Athletes, Families, Volunter Program, Youth Activation und Unified Sports teil, die von Special Olympics International ins Leben gerufen worden waren.

### Sportarten
Folgende Sportarten wurden 2019 vom Verband angeboten:
- Basketball (Special Olympics)
- Boccia (Special Olympics)
- Bowling (Special Olympics)
- Fußball (Special Olympics)
- Kraftdreikampf (Special Olympics)
- Leichtathletik (Special Olympics)
- Rhythmische Sportgymnastik (Special Olympics)
- Schwimmen (Special Olympics)
- Softball
- Tennis (Special Olympics)
- Tischtennis (Special Olympics)
- Volleyball (Special Olympics)

### Teilnahme an Weltspielen vor 2020
• 2015 Special Olympics World Summer Games, Los Angeles, USA (50 Athletinnen und Athleten)
• 2019 Special Olympics, World Summer Games, Abu Dhabi (61 Athletinnen und Athleten)

### Teilnahme an den Special Olympics World Summer Games 2023 in Berlin
Special Olympics Puerto Rico nahm an den Special Olympics World Summer Games 2023 teil. Die Delegation wurde vor den Spielen im Rahmen des Host Town Program von Dresden betreut. Das Team gewann bei diesen Weltspielen 18 Gold-, 17 Silber- und 12 Bronzemedaillen.

## Erfolgreiche Athletinnen und Athleten (Auswahl)
- Esmeralda Encarnacion Despiau, Schwimmen
- Ashley Pérez Ortiz, Rhythmische Sportgymnastik